# Kristina Keneally
Kristina Keneally (z domu Kerscher, ur. 19 grudnia 1968 w Las Vegas) – australijska polityk amerykańskiego pochodzenia, członkini Australijskiej Partii Pracy (ALP). Od 4 grudnia 2009 do 28 marca 2011 pełniła urząd premiera Nowej Południowej Walii, najludniejszego australijskiego stanu. Była pierwszą w historii kobietą na tym stanowisku.  

## Życiorys

### Pochodzenie i młodość
Jej ojciec był Amerykaninem, a matka Australijką. Dorastała w amerykańskim stanie Ohio, gdzie jako licealistka odnosiła spore sukcesy w międzyszkolnych rozgrywkach w piłkę nożną. Zdobyła licencjat z politologii na University of Dayton, a następnie magisterium z religioznawstwa na Marquette University. Jeszcze jako studentka przez rok pracowała w Nowym Meksyku jako nauczycielka-wolontariuszka. Była także zaangażowana w katolicki ruch studencki, przez dwa lata pełniąc funkcję przewodniczącej Narodowego Stowarzyszenia Studentów Uczelni Katolickich. W 1991, podczas odbywających się w Częstochowie Światowych Dni Młodzieży, poznała Australijczyka Bena Keneally'ego, którego poślubiła w 1996 roku. Urodziła trójkę dzieci (jedno z nich zmarło przy porodzie) i przez wiele lat ograniczała swoją aktywność zawodową, skupiając się na obowiązkach mamy. 

### Kariera polityczna
Pod koniec lat 90. wraz z rodziną przeniosła się na stałe do Australii, a w 2000 uzyskała obywatelstwo kraju swej matki i męża. W tym samym roku wstąpiła do ALP. W 2003 została wybrana do Zgromadzenia Ustawodawczego Nowej Południowej Walii. W 2007 weszła do rządu stanowego jako minister ds. osób starszych i niepełnosprawnych. Później kierowała resortami planowania i infrastruktury. 
W listopadzie 2009 w stanowych strukturach ALP doszło do buntu przeciwko premierowi Nathanowi Reesowi. Przeciwnicy Reesa wystawili jako swoją kontrkandydatkę dla niego panię Keneally, na co sam Rees i jego otoczenie odpowiedzieli oskarżeniami, iż będzie ona tylko marionetką, a stanem „z tylnego siedzenia” kierować będą bardziej doświadczeni politycy. Sama Keneally stanowczo odrzucała tego typu sugestie, zaś 3 grudnia 2009 pokonała Reesa w wyborach lidera ALP w Zgromadzeniu. Tym samym została desygnowana przez partię na stanowisko premiera stanu, które formalnie objęła następnego dnia. Kierowana przez nią ALP Nowej Południowej Walii przegrała przeprowadzone 26 marca 2011 wybory stanowe, ulegając Koalicji. Dwa dni później Keneally opuściła urząd szefa rządu stanowego. Zastąpił ją stanowy lider Liberalnej Partii Australii, Barry O’Farrell. 
Keneally była pierwszą w dziejach Nowej Południowej Walii panią premier. W czasie jej urzędowania kobietami były także dwie pozostałe najważniejsze (przynajmniej nominalnie) osoby we władzach stanu: gubernator Marie Bashir i wicepremier Carmel Tebbutt.